# LMC X-3
LMC X-3 est une source intense de rayons X située dans le Grand Nuage de Magellan. Elle correspond à un système binaire dont l'une des composantes est une étoile massive, et l'autre un objet compact qui s'avère être un trou noir. LMC X-3 fait ainsi partie des rares trous noirs stellaires identifiés de façon relativement certaine.

## Découverte
LMC X-3 fait partie des premières sources astrophysiques de rayons X comme en témoigne sa désignation (voir Désignation des sources de rayons X). Elle a été découverte dans les données du satellite artificiel Uhuru en 1971.

## Caractéristiques physiques
LMC X-3 est une source de rayons X dont on observe une contrepartie optique. L'analyse de sa lumière dans le domaine visible révèle qu'il contient une étoile dont le type spectral est B3 V, c'est-à-dire une étoile massive. Le rayonnement X observé est dû au fait qu'une partie de la masse de cette étoile s'échauffe en tombant sur un objet compact (c'est-à-dire une naine blanche, une étoile à neutrons ou un trou noir), ce qui fait de ce système une binaire X à forte masse. Par spectroscopie il est possible de déterminer la période orbitale du système (1,704 jour), ainsi que la vitesse de l'étoile le long de la ligne de visée. Cela permet par la suite de déterminer une quantité appelée fonction de masse, qui donne une limite inférieure à la masse de l'objet sombre. Cette fonction de masse est estimée à 2,3 ± 0,3 masses solaires, valeur supérieure à la masse maximale d'une naine blanche (la masse de Chandrasekhar) et très proche, voire probablement supérieure à la masse maximale d'une étoile à neutrons. De plus, l'étude détaillée du rayonnement X ne révèle pas de phénomène d'éclipse, ce qui indique que l'inclinaison du système (l'angle fait entre la normale au plan orbital et la direction d'observation) est suffisamment élevée. Ceci permet de s'assurer que la fonction de masse est en réalité notablement inférieure à la masse de l'objet compact, qui dans ces conditions ne peut être qu'un trou noir, dont la masse est finalement évaluée à 7,6 ± 1,3 masses solaires.